# Refuge du Carro
Pour les articles homonymes, voir Carro (homonymie).
Le refuge du Carro est un refuge situé en France, dans le département de la Savoie en région Auvergne-Rhône-Alpes, au sein de la Haute Maurienne. C'est le refuge le plus haut de Savoie. Il est géré par le Club alpin français de Lyon.

## Caractéristiques et informations
Le refuge bénéficie d'un gardiennage au printemps (mi-mars à mi-mai) pour le ski de randonnée et en été (mi-juin à mi-septembre). Sa capacité d'accueil est de 61 lits. En hiver, et lorsque le refuge n'est pas gardé, la capacité d'accueil est plus faible, soit près de 18 lits. L'établissement dispose d'une terrasse. Le refuge d'hiver est doté d'un poêle pour se chauffer. En période de gardiennage, des repas peuvent être servis à ceux qui le souhaitent.

## Accès
Pour y accéder, trois voies sont possibles. On peut rejoindre le refuge en partant depuis le hameau de l’Écot. Ce premier trajet est recommandé en été alors qu'en hiver un second trajet est généralement favorisé, dont le point de départ est Bonneval-sur-Arc. Le refuge est également accessible depuis l'Italie en passant par le col du Carro, mais le parcours est plus raide et une via ferrata câblée permet l'ascension des dernières dizaines de mètres menant au col du Carro. 

## Ascensions
Le refuge du Carro est souvent une étape pour les alpinistes souhaitant effectuer l'ascension de la Levanna occidentale, la traversée Carro-Évettes, la Grande aiguille Rousse.
C'est une destination de randonnée pédestre depuis Bonneval-sur-Arc, l'Écot ou le pont de l'Ouglietta, et un départ pour le col du Carro, le col des Pariotes et les sources de l'Arc. C'est aussi un passage obligé pour la voie d'escalade la dame de Carro et pour l'aiguille Percée.
Au printemps, les skieurs peuvent randonner vers la Levanna occidentale, la Grande aiguille Rousse, le Pas du Bouquetin, l'Ouille Noire, le col du Carro, le col Perdu, le col Girard, la traversée Carro-Évettes. Des itinéraires vers les refuges des Évettes, de Prariond (Haute-Tarentaise), de Chivasso (Val d'Aoste) sont très souvent parcourus.

## Traversées

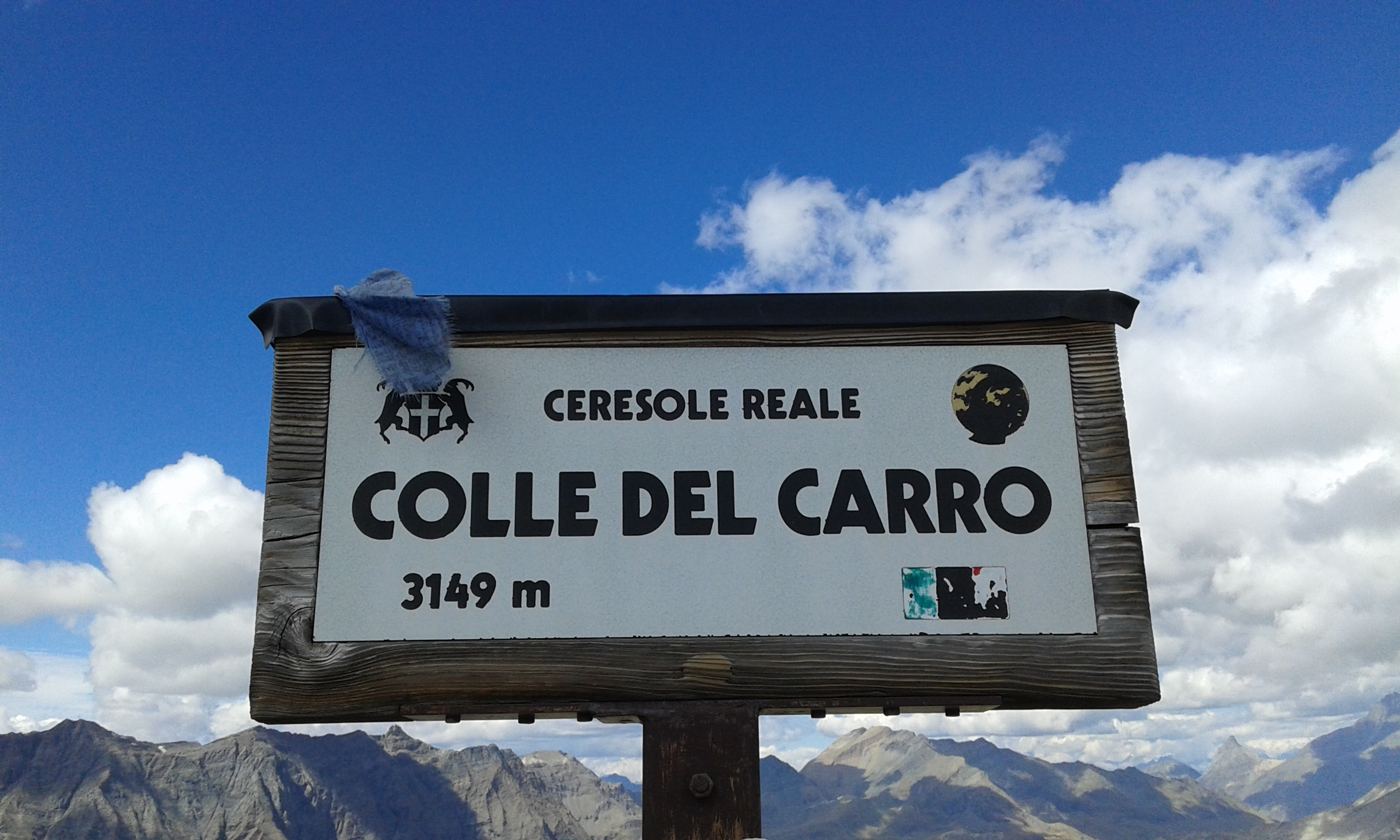
Panneau au col du Carro entre l'Italie et la France indiquant une altitude de 3149 m.

Le col du Carro (altitude : 3 149 m) permet le passage entre l'Italie et la France. Venant d'Italie, le sentier de grande randonnée (GR balisé) traverse des pierriers puis devient assez raide à l'approche du col du Carro. À la fin de l'ascension terminale de la via ferrata (versant italien), le randonneur débouche soudainement sur une « forêt de cairns » érigés au fil des années et en perpétuelle croissance.

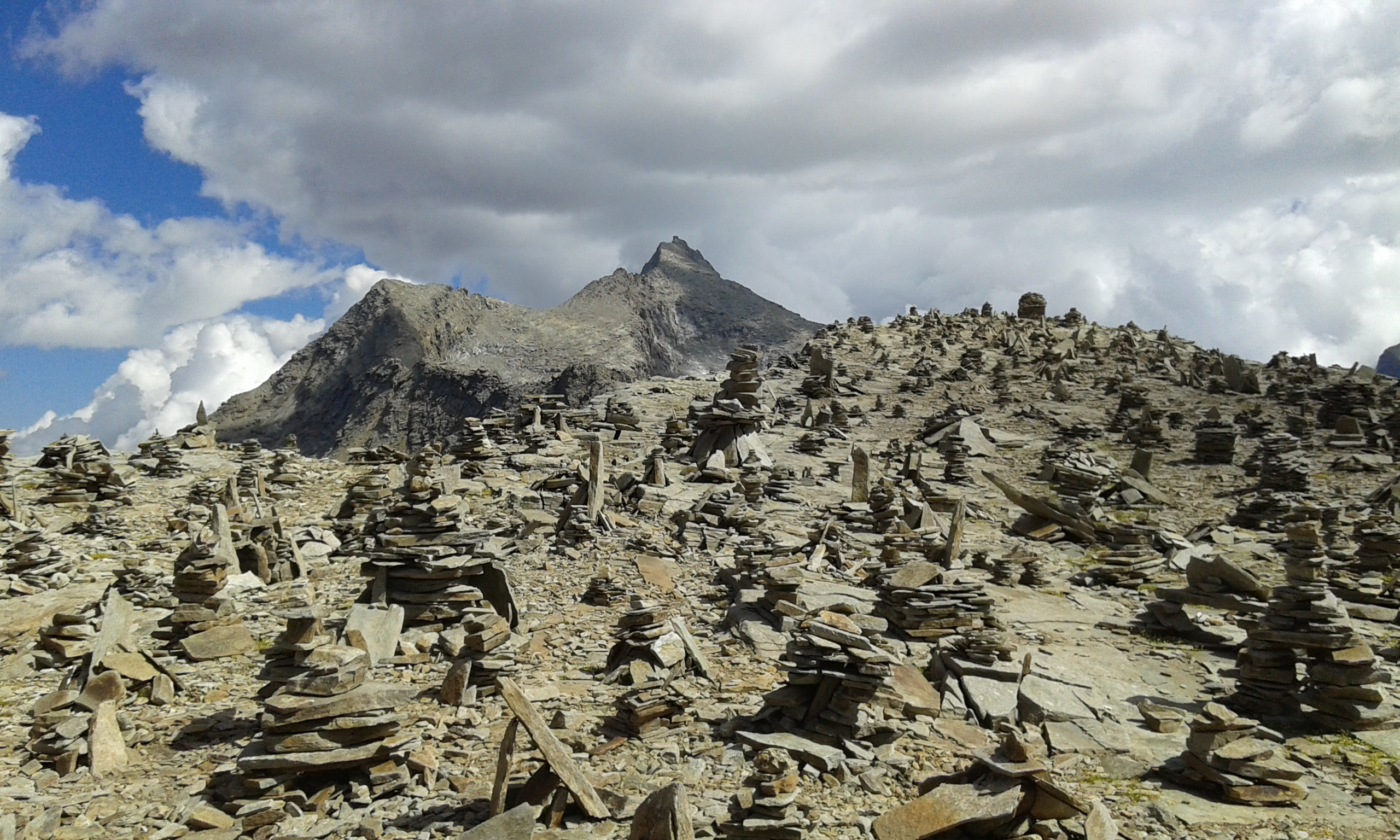
Forêt de cairns au col du Carro.

Depuis le refuge du Carro, non loin de celui-ci situé juste derrière, les randonneurs peuvent également se rendre sur les berges du lac Noir et du lac Blanc.

## Particularités
Depuis le refuge, on peut observer les glaciers de la Vanoise.